# Roman Benedikt Nollet
Roman Benedikt Nollet (auch Romanus Benediktus Nollet; * 12. Februar 1710 in Luxemburg (Stadt); † 13. März 1779 in Trier) war ein Orgelbauer, der vornehmlich in der Region Trier bis nach Luxemburg und im Saarland tätig war.

## Leben
Nollet war der Sohn des ursprünglich französischen Orgelbauers Jean Nollet (1681–1735) und führte dessen Werk fort. Er wird als Mann „auffallend durch künstlerische Fähigkeiten und miserable Sitten“ beschrieben.
Nollet heiratete am 8. Januar 1728 in Trier Maria Catharina Werner (1702–1747) und hatte mit ihr sechs Kinder. In zweiter Ehe war er am 10. Juli 1748 mit Irmina Claeres aus Trier verheiratet. Aus dieser Ehe entstammte sein Sohn Johann Bernhard Nollet (* 1748), der bei späteren Werken des Vaters mitarbeitete und im Jahr 1777 den Betrieb von seinem Vater übernahm.

## Werk
Stärker als die Parallelen zum Stil der Orgelbauerfamilie Stumm (beispielsweise die Vox angelica und die Einzelterz) sind die Ähnlichkeiten zum Werk des Orgelbauers Balthasar König und seiner Familie, die im Raum Köln und Münstereifel wirkten. So begegnen die Register Cornett und Tintinabulum regelmäßig. Die Familie Nollet ist vom belgisch-luxemburgischen Orgelbau geprägt, was sich in französischen Registernamen und in der Prospektgestaltung widerspiegelt. Die Orgel in Orval bestand keine 20 Jahre, war aber zu ihrer Zeit eine der größten Orgeln in Europa. Außer dem erhaltenen Werk in Trier-Irsch sind nur noch einige Prospekte erhalten. Außerdem arbeitete er in St. Wendel, Saarbrücken und in der Gegend um Wittlich und Köln (vermutlich in der St.-Kunibert-Kirche).

## Werkliste (Auswahl)
Folgende Arbeiten sind nachgewiesen.
Die Größe der Instrumente wird in der fünften Spalte durch die Anzahl der Manuale und die Anzahl der klingenden Register in der sechsten Spalte angezeigt. Ein großes „P“ steht für ein selbstständiges Pedal.
| Jahr      | Ort                  | Kirche                          | Bild | Manuale | Register | Anmerkungen |
| --------- | -------------------- | ------------------------------- | ---- | ------- | -------- | --- |
| 1727      | Trier                | Trierer Dom                     |      | III/P   | 35       | nicht erhalten |
| 1732      | St. Wendel           | Wendalinusbasilika              |      | II/P    | 22       | 1783 kam die Orgel in die Klosterkirche der Homburger Franziskaner. Nach der Französischen Revolution wurde sie 1793 in die katholische Kirche Zweibrücken transferiert. Nicht erhalten.                                                      |
| 1736      | Saarbrücken          | Basilika St. Johann             |      |         |          | nicht erhalten |
| 1736      | Tholey               | Benediktinerabtei St. Mauritius |      | III/P   | 42       | Prospekt (Hauptgehäuse) erhalten; die Pedaltürme und das Rückpositivgehäuse stammen von Jean-Frédéric Verschneider (1835) |
| 1745      | Bernkastel           | St. Michael                     |      | II/P    | 18–20    | Die Vorgängerorgel aus dem 18. Jh. baute Nollet in Longkamp, St. Andreas wieder auf, möglicherweise in erweiterter Form. Die Orgel in Bernkastel wurde nach Kriegsschäden 1955 durch einen Neubau von Klais ersetzt.                          |
| 1753–1754 | Kirchberg (Hunsrück) | Michaelskirche                  |      | I/P     |          | Umbau der ersten Orgel von Johann Michael Stumm (1717) von 4′- auf 8′-Basis; Nollets Prospekt erhalten |
| 1756      | Trier                | St. Paulin                      |      |         |          | Prospekt nach einem Entwurf von Balthasar Neumann erhalten |
| 1745–1748 | Trier                | St. Paulus                      |      |         |          | 1792 verkauft; verschollen |
| um 1752   | Himmerod             | Klosterkirche                   |      | III/P   | 39       | Zuschreibung; 1802 in den Trierer Dom umgesetzt; nicht erhalten |
| 1765      | Trier                | St. Antonius                    |      | I/P     | 13       | Prospekt im französischen Stil mit drei schmalen Rundtürmen und breiten Flachfeldern mit darüber geschwungenen Gesimsen; 1862 in die Pfarrkirche St. Georg und St. Wendelinus zu Trier-Irsch umgesetzt (Foto); einzige erhaltene Nollet-Orgel |
| 1766      | Wadgassen            | Abteikirche                     |      |         |          | nicht erhalten |
| 1767      | Luxemburg            | St. Nicolaus                    |      |         |          | |
| 1773      | Klausen              | Wallfahrtskirche St. Maria      |      |         |          | zusammen mit seinem Sohn; Prospekt in Metz, St. Martin erhalten |
| 1773–1780 | Orval                | Klosterkirche                   |      | IV/P    | 75       | Gemäß dem nicht erhaltenen Vertrag sollte die Orgel 75 Register bekommen; Pierre-Alexandre Merjai erwähnt nach einem Besuch der Orgel „mehr als 80 Register“; erbaut zusammen mit seinem Sohn; nicht erhalten                                 |